# Comuna Jukotîn, Colomeea
Jukotîn (în ucraineană Жукотин) este o comună în raionul Colomeea, regiunea Ivano-Frankivsk, Ucraina, formată din satele Bohorodîciîn, Jukotîn (reședința) și Mîhalkiv.

## Demografie
Componența lingvistică a comunei Jukotîn
     Ucraineană (99,94%)
     Alte limbi (0,06%)
Conform recensământului din 2001, majoritatea populației comunei Jukotîn era vorbitoare de ucraineană (99,94%), existând în minoritate și vorbitori de alte limbi.